# فرانک برندزینو مس
فرانک برندزینو مس (به انگلیسی: Frank A. Moss) بازیکن فوتبال زادهٔ ۱۷ آوریل ۱۸۹۵ اهل کشور انگلستان که سابقهٔ بازی در تیم ملی فوتبال انگلستان را در کارنامهٔ خود دارد. وی در تاریخ ۲۲ اکتبر ۱۹۲۱ نخستین بازی ملی خود را در مقابل تیم ملی فوتبال ایرلند شمالی انجام داد و با حضور در ۵ بازی ملی، در تاریخ ۱۲ آوریل ۱۹۲۴ واپسین بازی ملی‌اش را در برابر تیم ملی فوتبال اسکاتلند برگزار کرد.